# Alle meine Geheimnisse
Alle meine Geheimnisse (englischer Titel The Hill of Secrets) ist ein südkoreanischer Spielfilm für Kinder unter der Regie von Lee Ji-eun aus dem Jahr 2022. Der Film feierte am 13. Februar 2022 auf der Berlinale seine Weltpremiere in der Sektion Generation Kplus.

## Handlung
Myung-eun ist zwölf Jahre alt und würde gern verheimlichen, dass ihre Vorstellung von Familie und die Realität ganz und gar nicht zusammenpassen. Sobald Myung-eun aber schreibt, stellt die Realität für sie keine Grenze mehr dar. Inmitten seiner komplexen Gefühlswelt sucht das Mädchen seinen Platz im Leben.

## Produktion

### Filmstab
Regie führte Lee Ji-eun.

### Dreharbeiten und Veröffentlichung
Der Film feierte am 13. Februar 2022 auf der Berlinale seine Weltpremiere in der Sektion Generation Kplus.
In Deutschland erschien der Film am 29. Februar 2024 digital und auf DVD.

## Auszeichnungen und Nominierungen
- 2022: Internationale Filmfestspiele Berlin
  - Nominierung für den GWFF Preis Bester Erstlingsfilm[5]
  - Nominierung für den Gläsernen Bären für den besten Film in der Sektion Generation Kplus
  - Nominierung für den Großen Preis der Internationalen Jury von Generation Kplus für den Besten Film[6]